# Ålbådan
Ålbådan är klippor i Finland.   De ligger i landskapet Österbotten, i den sydvästra delen av landet, 300 km nordväst om huvudstaden Helsingfors.
Terrängen runt Ålbådan är mycket platt.  Närmaste större samhälle är Kristinestad, 6,6 km öster om Ålbådan. 